# Мале Козино
Мале Козино (рос. Малое Козино) — робітниче селище в Балахнинському районі Нижньогородської області Російської Федерації.
Населення становить 890 осіб. Входить до складу муніципального утворення робітниче селище Мале Козино.

## Історія
Від 2009 року входить до складу муніципального утворення робітниче селище Мале Козино.

## Населення
| 1959 | 1970  | 1979  | 1989  | 2002 | 2009 | 2010 |
| ---- | ----- | ----- | ----- | ---- | ---- | ---- |
| 6188 | ↗6814 | ↗7356 | ↘7044 | ↘837 | ↘780 | ↘777 |
| 2012 | 2013  | 2014  | 2015  | 2016 | 2017 |      |
| ↗791 | ↗832  | ↗864  | ↗887  | ↗903 | ↗936 |      |